# Eisner Loboa
Eisner Iván Loboa Balanta (ur. 17 maja 1987 w Caloto) – kolumbijski piłkarz z obywatelstwem meksykańskim występujący na pozycji prawego pomocnika.

## Kariera klubowa
Loboa jest wychowankiem akademii juniorskiej klubu Deportivo Cali, do którego pierwszej drużyny został włączony jako osiemnastolatek przez szkoleniowca Pedro Sarmiento. W Categoría Primera A zadebiutował w 2006 roku i już w swoim premierowym, wiosennym sezonie Apertura 2006 zdobył z zespołem wicemistrzostwo kraju. Pełnił jednak głównie rolę rezerwowego, nie potrafiąc sobie wywalczyć miejsca w wyjściowym składzie, wobec czego po upływie półtora roku udał się na wypożyczenie do drugoligowej ekipy Academia FC ze stołecznej Bogoty. Tam występował przez pół roku, w sezonie 2007 zajmując drugie miejsce w rozgrywkach Categoría Primera B, po czym powrócił do Deportivo, gdzie bez sukcesów i jako rezerwowy grał jeszcze przez dwa lata. W styczniu 2010 został piłkarzem drugoligowego Deportivo Pasto, z którym w sezonie 2010 zajął drugie miejsce w rozgrywkach drugiej ligi kolumbijskiej, a ogółem jego barwy reprezentował w roli podstawowego piłkarza przez półtora roku.
Latem 2011 Loboa za sumę 600 tysięcy euro na zasadzie wypożyczenia przeniósł się do chińskiego Shanghai Shenhua, dołączając tam do swoich rodaków Juana Camilo Angulo i Duviera Riascosa. W Chinese Super League zadebiutował 14 lipca 2011 w zremisowanym 1:1 spotkaniu z Liaoning Whowin, zaś jedynego gola strzelił 24 września tego samego roku w przegranej 2:3 konfrontacji z Jiangsu Sainty. Ogółem w Shenhua grał przez pół roku bez większych sukcesów i głównie jako rezerwowy, po czym wyjechał do Meksyku, zostając piłkarzem tamtejszego drugoligowca Club León. Na koniec rozgrywek 2011/2012 wywalczył z nim awans do pierwszej ligi i w Liga MX zadebiutował 21 lipca 2012 w wygranym 2:0 meczu z Querétaro, a pierwszą bramkę zdobył 5 sierpnia tego samego roku w przegranym 1:2 pojedynku z Tolucą. W jesiennym sezonie Apertura 2013, będąc jednym z ważniejszych zawodników prowadzonego przez Gustavo Matosasa zespołu, zdobył z Leónem tytuł mistrza Meksyku. Drugie mistrzostwo Meksyku wywalczył już pół roku później, podczas wiosennych rozgrywek Clausura 2014, zaś łącznie w barwach Leónu występował przez blisko trzy lata.
W lipcu 2014 Loboa na zasadzie wypożyczenia został piłkarzem drużyny Puebla FC, gdzie już w sezonie Apertura 2014 dotarł do finału krajowego pucharu – Copa MX. W grudniu tego samego roku otrzymał natomiast meksykańskie obywatelstwo w wyniku kilkuletniego zamieszkiwania w tym kraju, zaś podczas rozgrywek Clausura 2015 zdobył wraz z Pueblą puchar Meksyku, pełniąc jednak głównie rolę rezerwowego. Bezpośrednio po tym udał się na wypożyczenie po raz kolejny, tym razem do ekipy Club Atlas z miasta Guadalajara, gdzie spędził pół roku jako podstawowy zawodnik, po czym został wypożyczony do klubu Monarcas Morelia, gdzie – ponownie bez większych osiągnięć – także występował przez sześć miesięcy, głównie w wyjściowym składzie.
Latem 2016 Loboa zasilił beniaminka ligi brazylijskiej – drużynę América Mineiro z siedzibą w Belo Horizonte. W tamtejszej Campeonato Brasileiro Série A zadebiutował 31 lipca 2016 w zremisowanym 0:0 spotkaniu z Grêmio.
| Sezon     | Klub             | Kraj     | Rozgrywki            | Mecze | Bramki |
| --------- | ---------------- | -------- | -------------------- | ----- | ------ |
| 2006      | Deportivo Cali   | Kolumbia | Categoría Primera A  |       | 0      |
| 2007      | Deportivo Cali   | Kolumbia | Categoría Primera A  |       | 0      |
| 2007      | Academia FC      | Kolumbia | Categoría Primera B  |       |        |
| 2008      | Deportivo Cali   | Kolumbia | Categoría Primera A  |       | 0      |
| 2009      | Deportivo Cali   | Kolumbia | Categoría Primera A  | 17    | 0      |
| 2010      | Deportivo Pasto  | Kolumbia | Categoría Primera B  |       |        |
| 2011      | Deportivo Pasto  | Kolumbia | Categoría Primera B  |       |        |
| 2011      | Shanghai Shenhua | Chiny    | Chinese Super League | 14    | 1      |
| 2011/2012 | Club León        | Meksyk   | Ascenso MX           | 16    | 3      |
| 2012/2013 | Club León        | Meksyk   | Liga MX              | 32    | 3      |
| 2013/2014 | Club León        | Meksyk   | Liga MX              | 36    | 0      |
| 2014/2015 | Puebla FC        | Meksyk   | Liga MX              | 15    | 0      |
| 2015/2016 | Club Atlas       | Meksyk   | Liga MX              | 15    | 1      |
| 2015/2016 | Monarcas Morelia | Meksyk   | Liga MX              | 14    | 0      |
| 2016      | América Mineiro  | Brazylia | Série A              |       |        |

## Kariera reprezentacyjna
W 2007 roku Loboa został powołany przez szkoleniowca Eduardo Larę do reprezentacji Kolumbii U-20 na Mistrzostwa Ameryki Południowej U-20. Na paragwajskich boiskach był jednym z ważniejszych zawodników swojej drużyny, rozgrywając siedem z dziewięciu możliwych spotkań (trzy w wyjściowym składzie). Kolumbijczycy, mający wówczas w składzie graczy takich jak David Ospina czy Juan Pablo Pino, zajęli ostatecznie dopiero szóstą lokatę i nie zakwalifikowali się na Mistrzostwa Świata U-20 w Kanadzie.